# Perrie Edwards
Perrie Louise Edwards (South Shields, Tyne and Wear, 10 de julho de 1993) é uma cantora e compositora britânica. Ela é mais conhecida por ser integrante do grupo feminino Little Mix, um dos grupos femininos mais bem-sucedidos de todos os tempos. Edwards se estabeleceu como uma das maiores vocalistas de sua geração. Perrie deu início à carreira após participar da oitava temporada do talent show The X Factor no canal de televisão ITV.
Ao lado do grupo conseguiu seis números um na UK Singles Charts com Cannonball (2011), Wishing on a Star (2011), Wings (2012), Black Magic (2015), Shout Out To My Ex (2016) - ficando por três semanas consecutivas no topo das paradas do Reino Unido - e Sweet Melody (2021) lançando uma série de 6 álbuns de estúdio certificados como platina dentre eles estão: DNA (2012), Salute (2013), Get Weird (2015), Glory Days (2016), LM5 (2018) e Confetti (2020). Com o grupo a cantora venceu três Brit Awards com o primeiro sendo Melhor Música Britânica em 2017, Melhor Vídeo Britânico com Woman Like Me em 2018, sendo terceiro o prêmio de Melhor Grupo Britânico - fazendo história na premiação tornando-se o primeiro grupo feminino a conseguir tal feito em mais de 43 anos da cerimônia.
A cantora em junto do grupo conseguiu uma fortuna de aproximadamente £66,7 milhões de libras esterlinas e ficaram na lista entre as maiores celebridades mais bem pagas de seu país (por quatro anos consecutivos desde 2016) e segundo a revista inglesa Debrette elas se tornaram uma das personalidades de maior influência no Reino Unido. Edwards vendeu mais de 72 milhões de discos com o grupo, tornando-se um dos grupos femininos que mais vendeu à nível global. Como compositora contribuiu com músicas para os álbuns do Little Mix desde o início, incluindo dois números um no Reino Unido ("Wings" e "Shout Out to My Ex"). Edwards é a primeira embaixadora feminina da marca "Supreme Nutrition" e em 2021 ela lançou sua marca de moda chamada Disora.

## Biografia
Perrie Edwards nasceu em South Shields, Tyne and Wear,em uma família de ascendência escocesa, irlandesa e sueca. É a filha do meio do músico Alexander Edwards e filha mais nova de Deborah Duffy, uma ex-cantora que agora trabalha como professora. Seus pais a nomearam de Perrie em homenagem ao músico Steve Perry. Tem um irmão mais velho chamado Jonnie e uma meia-irmã mais nova chamada Caitlin. Sua mãe e seu padrasto, Mark, que eram casados desde que Perrie tinha quatro anos, se separaram durante as filmagens do X Factor.
Edwards se graduou na St. Peter and Paul RC Primary School, em South Shields, e na Escola Comunitária South Shields's Mortimer, onde estudou por cinco anos, além de fazer inúmeras apresentações; ela estava prestes a começar a estudar artes, mas sua mãe insistiu que ela deveria fazer a audição para o programa. Além de cantar, Perrie também toca violão, bateria e piano.

## Carreira

### 2011–2022: Início de carreira e Little Mix
Perrie ganhou fama internacional ao ter feito com sucesso audição como um artista solo individual para a oitava temporada de The X Factor com a música de Alanis Morissette, "You Oughta Know", porém, a jurada Tulisa a recomendou a fazer apenas uma acapela da versão de Beyoncé com Ave Maria, recebendo elogios dos jurados com quatro aceitações.Ela não conseguiu passar no bootcamp e, semelhante às temporadas anteriores, foi colocada em um grupo com outros concorrentes que também haviam sido rejeitados. Perrie e Jesy foram colocadas em um grupo chamado Faux Pas mas elas não conseguiram chegar a casas dos juízes. A juíza Kelly Rowland juntamente com os outros jurados decidiram juntar Edwards, Nelson, Thirlwall e Pinnock para formarem um quarteto fixo que iriam directamente para casa dos juízes. Inicialmente, o grupo se nomeou "Rhythmix" mas devido a dificuldades com uma organização de caridade que tinha o mesmo nome a banda foi renomeada apenas como Little Mix. Elas foram o primeiro e único grupo a ganhar o The X Factor.
Seu single de estreia Wings, foi um sucesso no Reino Unido alcançando a posição número 1 na UK Singles Charts, número 7 no Japan Hot 100 e 69 na Billboard Hot 100, foi seu terceiro número um desde Cannonball e Wishing on A Star, enquanto isso, recebeu certificado de tripla platina na Austrália através da ARIA e ouro pela RIAA. O álbum de estreia, intitulado DNA, foi um álbum top 5 na Billboard 200, fazendo delas único grupo feminino britânico a alcançar o top 5 da Billboard 200 com um álbum de lançamento, quebrando um recorde anteriormente das Spice Girls. Seu segundo álbum de estúdio Salute viu-as alcançar mais sucesso mundial quando foi lançado em Novembro de 2013, lançando três singles certificado platina: Move, Little Me e Salute, com esta era sendo sua mais diferenciada e autêntica. A banda lançou seu terceiro álbum Get Weird em novembro de 2015 e tinha como objectivo fazê-lo como seu álbum de mais sucesso.

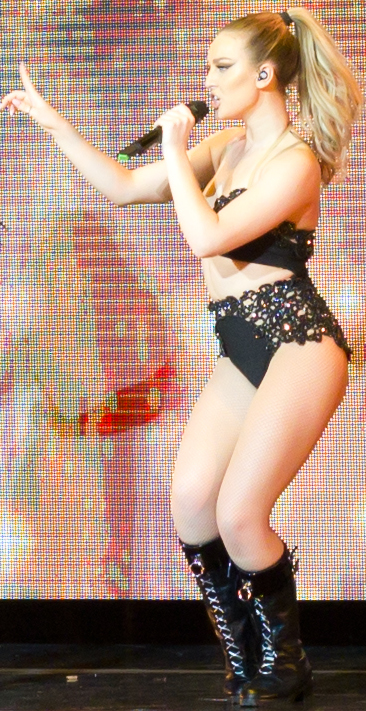
Perrie apresentando-se durante a The Get Weird Tour em 2016.

O album vendeu mais de 1 milhão de cópias em solo britânico e foi certificado 3 vezes platina pela BPI.O primeiro single, "Black Magic" foi lançado em 21 de maio de 2015, e tornou-se uma de suas canções mais bem sucedidas sendo um divisor de água em suas carreiras. Teve sucesso moderado em solo norte-americano, pegando a posição número 69 na Billboard Hot 100 recebendo certificado de ouro através da RIAA. O grupo foi indicado no Brit Awards de 2016 na categoria de Canção do Ano e Melhor Vídeo Britânico perdendo para a cantora Adele naquele mesmo ano. A canção atingiu o topo da parada britânica ficando por três semanas consecutivas em primeiro lugar conseguindo mais tarde certificado de platina pela BPI e ouro pela RIAA.
O segundo single "Love Me Like You" foi lançado em 25 de setembro de 2015 e o terceiro single "Secret Love Song" foi lançado em 3 de janeiro de 2016, com vocais convidados adicionais de Jason Derulo. Seu quarto  single foi "Hair" com o rap convidado Sean Paul. A banda embarcou na turnê The Get Weird Tour em março de 2016, que se tornou a turnê mais bem sucedida do grupo em 2016. Little Mix é o único grupo de garotas do Reino Unido a ter seus três primeiros álbuns debut no top quinze do Billboard 200, bem como o primeiro grupo de garotas a ter seus primeiros três álbuns de estreia no top quinze da Billboard 200. Little Mix lançou seu quarto álbum, Glory Days em 18 de novembro de 2016 quebrando vários recordes. O single principal, Shout Out To My Ex  alcançou número 1 na UK Singles Charts e acuou-se na posição 5 no Worldwide Charts pegando a posição moderada no número 67 na Billboard Hot 100. O grupo apresentou um mashup de Touch com Shout Out to My Ex no Kids Choice Awards. Outros singles anunciados para o quarto álbum foram Touch, No More Sad Songs, Power e Reggaetón Lento (Bailemos) Remix.

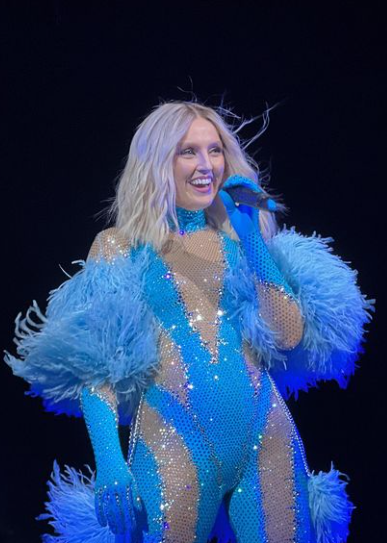
Edwards em 2022

Todos singles top 10 na UK Singles Charts. Touch, Power e No More Sad Songs são platina, Touch recebeu mais tarde certificado de tripla platina, fazendo o Little Mix o único grupo feminino britânico a ter 3 singles certificados como tripla platina no país.Em 2017, Perrie venceu a categoria "Sexiest Female In Pop" na votação promovida pela rádio britânica Capital FM. Com o Little Mix, a cantora vendeu cerca de 75 milhões de álbuns e singles. Em novembro de 2018, o Little Mix lança seu quinto álbum de estúdio, intitulado, LM5. Em fevereiro de 2019, no Brit Awards, o quarteto ganhou o prêmio de Melhor Vídeo Britânico, sendo este seu segundo prémio consecutivo da premiação como vídeo Woman Like Me.
Deste quinto álbum o grupo lançou apenas dois singles: Woman Like Me e Think About Us. No dia 26 de maio de 2019, Little Mix anuncia o nome de seu novo single, "Bounce Back" que estavá previsto para lançamento no dia 14 de junho do mesmo ano.A canção alcançou o número 10 no UK Singles Charts. Em setembro de 2019, o Little Mix inicia sua sexta turnê intitulada LM5 The Tour tendo sido finalizada em novembro. Em dezembro de 2019, o Little Mix lança a sua primeira música de natal intitulada "One I've Been Missing" acuando-se na posição número 59 na UK Singles Charts.Em 2020, o grupo lança seu sexto álbum de estúdio, Confetti, com os seguintes singles: Break Up Song, Sweet Melody e Heartbreak Anthem. Em julho de 2021, a girlband lança o single Kiss My Uh-Oh ao lado de Anne-Marie. Mais tarde, anunciam um álbum de coletâneas com seus maiores sucessos para o dia 12 de novembro intitulado Between Us. No mesmo ano, Edwards deu à luz a seu primeiro filho chamado Axel com o jogador de futebol do Liverpool, Alex. Logo após o trio anuncia Love (Sweet Love) e Cute You Off como primeira faixa do álbum Between Us. Em dezembro de 2022 o grupo anuncia uma pausa indefinida depois de sua turnê The Confetti Tour.

### 2021–presente:Disora,contrato comColumbia Records eprimeiro álbum de estúdio

Edwards se apresentando pela primeira vez com seu single de estreia em 2024.

Em outubro de 2021 a cantora revela sua primeira coleção de roupas de luxo intitulado Disora. No mês de janeiro de 2022, a cantora começou a gravar músicas solo em um estúdio em Londres com sua co-produtora de longa data Kamille. Em julho do mesmo ano Kamille confirma que Edwards estava trabalhando em seu primeiro álbum de estúdio onde ela afirma: "Fizemos uma coisa diferente juntas..." Em outubro de 2022 Edwards aparece no tapete vermelho do Attitude Awards do UK e disse que está experimentando novas músicas. Em 2023, Edwards lançou novos conjuntos de sua linha de roupas Disora. Edwards comentou que não está com pressas de lançar material individual até o momento presente pois está "descobrindo seu som".
Em novembro do mesmo ano Edwards confirmou que seu álbum de estúdio estava quase pronto.Em dezembro de 2023 a cantora anunciou sua parceria e contrato com a gravadora Columbia Records para seu material solo.Edwards trabalhou com Ed Sheeran e RAYE na produção de seu álbum.Em 2024, Edwards estreou seu single solo no dia 12 de abril intitulado Forget About Us. Atingiu o topo do ITunes Worldwide Charts e no top dez do ITunes dos Estados Unidos. Estreou na décima posição da UK Single Charts. Entrou na parada de mais outros países incluindo Croácia, Irlanda, Suécia e Nova Zelândia. Ela utilizou uma conta especial chamado Perrie HQ onde lançará seus projetos futuros.No dia 21 de junho estreou seu segundo single chamado Tears. Ela fez sua estreia solo no palco do festival da Capital FM Summertime Ball onde apresentou Forget About Us, Tears e um cover da cantora norte-americana Whitney Houston, I Wanna Dance with Somebody (Who Loves Me).Mais tarde ela se apresentou Tears no BBC One Show.Edwards anunciou seu terceiro single You Go Your Way no dia 4 de outubro. Perrie apareceu no Graham Norton Show com o single You Go Your Way. Ela está se apresentou no BBC Live Lounge no dia 18 de outubro com um cover de Die With a Smile de Lady Gaga e Bruno Mars e Wonderwall de Oasis junto de seu single Your Go Your Way.Ela também apareceu como convidada no The Voice UK com Forget About Us.
Edwards lançou seu primeiro single promocional "Me, Myself and You" em 8 de novembro de 2024. Em 15 de novembro de 2024, ela lançou o single "Christmas Magic".Em 7 de dezembro de 2024, ela cantou "Forget About Us", "Tears", "Christmas Magic" e "You Go Your Way" no Jingle Bell Ball da Capital FM.Edwards apareceu também no National Lottery's New Years Eve.

## Vida pessoal

Edwards em 2024

No final de 2011, Edwards iniciou um relacionamento com o cantor Zayn Malik, ex-integrante do One Direction, o qual foi oficializado em maio de 2012 e, em agosto de 2013, foi anunciado o noivados dois. Porém o relacionamento chegou ao fim de forma brusca em agosto de 2015, quando Malik terminou o noivado por mensagem de texto enquanto Perrie estava nos Estados Unidos promovendo o terceiro álbum do Little Mix, Get Weird. Em outubro de 2016 ela assumiu que havia tido alguns encontros com o ator britânico Luke Pasqualino, da série Skins, mas o casal rompeu no final do mesmo mês. Desde 2017, Perrie está em um relacionamento com o jogador de futebol Alex Oxlade-Chamberlain, que atua como meia e ponta-direita pelo Liverpool. Atualmente a cantora reside em Londres, Inglaterra. Em maio de 2021 ela anunciou sua gravidez e em agosto do mesmo ano a cantora deu à luz a seu primeiro filho chamado Axel. Em junho de 2022 ficou noiva de Alex Oxlade-Chamberlain depois de seis anos de relacionamento.
Edwards nasceu com atresia esofágica que é responsável pela cicatriz  em seu estômago e anosmia. Quando criança, ela passou por várias operações por causa da condição. Em 2017, ela estava programada para se apresentar ao lado de Little Mix em Las Vegas, mas foi hospitalizada devido a problemas gástricas. Em agosto de 2018, ela revelou via Instagram que recebeu mais tratamento em sua garganta para sua condição esofágica. Em abril de 2019, Edwards compartilhou suas lutas com ataques de pânico e ansiedade através do Instagram e foi entrevistada sobre o assunto pela Glamour Magazine.
Em 27 de setembro de 2022, Edwards e Oxlade-Chamberlain estavam em casa com seu filho Axel, quando os ladrões invadiram e roubaram itens como joias e bolsas. O casal estava no andar de baixo no momento, e a polícia foi chamada para o incidente.

## Filmografia
| Ano  | Título                            | Papel         | Notas                                    |
| ---- | --------------------------------- | ------------- | ---------------------------------------- |
| 2011 | The X Factor                      | Ela mesma     | Vencedora                                |
| 2012 | Styled To Rock                    | Jurada        | Temporada 1, episódio 3                  |
| 2017 | Glory Days: The Documentary       | Ela mesma     |                                          |
| 2019 | Jesy Nelson: Odd One Out          | Ela mesma     | Documentário                             |
| 2019 | Eat in with Little Mix            | Ela mesma     | Web series                               |
| 2020 | Little Mix The Search             | Jurada        | Competição de música                     |
| 2020 | MTV Europe Music Awards           | Apresentadora | Se apresentou na cerimônia               |
| 2020 | How To Be Anne-Marie              | Ela mesma     | Documentário                             |
| 2020 | LM5: The Tour Film                | Ela mesma     | Tour film                                |
| 2021 | Leigh-Anne: Race, Pop and Power   | Ela mesma     | Documentário                             |
| 2022 | Little Mix Last Show (Fow Now...) | Ela mesma     | Último concerto indefinido do Little Mix |
| 2024 | Friday Night with Jonathan Ross   | Ela mesma     | Estreia solo.                            |

## Características musicais

### Influências
Nascida em um família onde todos praticamente cantam e se influenciam pelo rock clássico, seu nome de nascimento foi inspirado no cantor Steve Perry da banda norte-americana Journey (1977-1998). Edwards cita Whitney Houston, Beyoncé, Christina Aguilera e Michael Jackson como suas maiores influências musicais.

## Discografia
- DNA (2012)
- Salute (2013)
- Get Weird (2015)
- Glory Days (2016)
- LM5 (2018)
- Confetti (2020)

### Álbuns de compilação:
- Betweeen Us (2021)

### Créditos de composição:
| Ano  | Título                     | Artista        | Álbum      | Notas          |
| ---- | -------------------------- | -------------- | ---------- | -------------- |
| 2012 | "Wings"                    | Little Mix     | DNA        | Co-compositora |
| 2012 | "DNA"                      | Little Mix     | DNA        | Co-compositora |
| 2012 | "Stereo Soldier"           | Little Mix     | DNA        | Co-compositora |
| 2012 | "How Ya Doin'?"            | Little Mix     | DNA        | Co-compositora |
| 2012 | "Going Nowhere"            | Little Mix     | DNA        | Co-compositora |
| 2012 | "Case Closed"              | Little Mix     | DNA        | Co-compositora |
| 2012 | "Love Drunk"               | Little Mix     | DNA        | Co-compositora |
| 2013 | "Salute"                   | Little Mix     | Salute     | Co-compositora |
| 2013 | "Move"                     | Little Mix     | Salute     | Co-compositora |
| 2013 | "Little Me"                | Little Mix     | Salute     | Co-compositora |
| 2013 | "Nothing Feels Like You"   | Little Mix     | Salute     | Co-compositora |
| 2013 | "Competition"              | Little Mix     | Salute     | Co-compositora |
| 2013 | "These Four Walls"         | Little Mix     | Salute     | Co-compositora |
| 2013 | "About The Boy"            | Little Mix     | Salute     | Co-compositora |
| 2013 | "Good Enough"              | Little Mix     | Salute     | Co-compositora |
| 2013 | "A Different Beat"         | Little Mix     | Salute     | Co-compositora |
| 2013 | "They Just Don't Know You" | Little Mix     | Salute     | Co-compositora |
| 2013 | "Stand Down"               | Little Mix     | Salute     | Co-compositora |
| 2014 | "Pretty Girls              | Britney Spears | —          | Co-compositora |
| 2015 | "Grown"                    | Little Mix     | Get Weird  | Co-compositora |
| 2015 | "I Love You"               | Little Mix     | Get Weird  | Co-compositora |
| 2015 | "OMG"                      | Little Mix     | Get Weird  | Co-compositora |
| 2015 | "A.D.I.D.A.S"              | Little Mix     | Get Weird  | Co-compositora |
| 2015 | "Lightning"                | Little Mix     | Get Weird  | Co-compositora |
| 2015 | "I Won't"                  | Little Mix     | Get Weird  | Co-compositora |
| 2015 | "Clued Up"                 | Little Mix     | Get Weird  | Co-compositora |
| 2016 | "Shout Out to My Ex"       | Little Mix     | Glory Days | Co-compositora |
| 2016 | "Touch"                    | Little Mix     | Glory Days | Co-compositora |
| 2016 | "F.U."                     | Little Mix     | Glory Days | Co-compositora |
| 2016 | "Power"                    | Little Mix     | Glory Days | Co-compositora |
| 2016 | "No More Sad Songs"        | Little Mix     | Glory Days | Co-compositora |
| 2016 | "Oops"                     | Little Mix     | Glory Days | Co-compositora |
| 2016 | "Down & Dirty"             | Little Mix     | Glory Days | Co-compositora |
| 2016 | "Your Love"                | Little Mix     | Glory Days | Co-compositora |
| 2016 | "Nobody Like You"          | Little Mix     | Glory Days | Co-compositora |
| 2016 | "Private Show"             | Little Mix     | Glory Days | Co-compositora |
| 2016 | "Nothing Else Matters"     | Little Mix     | Glory Days | Co-compositora |
| 2018 | "The National Manthem"     | Little Mix     | LM5        | Co-compositora |
| 2018 | "Strip"                    | Little Mix     | LM5        | Co-compositora |
| 2018 | "Joan of Arc"              | Little Mix     | LM5        | Co-compositora |
| 2018 | "Love a Girl Right"        | Little Mix     | LM5        | Co-compositora |
| 2018 | "Motivate"                 | Little Mix     | LM5        | Co-compositora |
| 2018 | "Notice"                   | Little Mix     | LM5        | Co-compositora |
| 2018 |                            |                | LM5        |                |

## Turnês
- The DNA Tour (2012)
- The Salute Tour (2014)
- The Get Weird Tour (2016)
- The Glory Days Tour (2017)
- The Summer Hits Tour (2018)
- LM5 The Tour (2019)
- The Confetti Tour (2022)